# Alter Stadtgarten (Neuss)

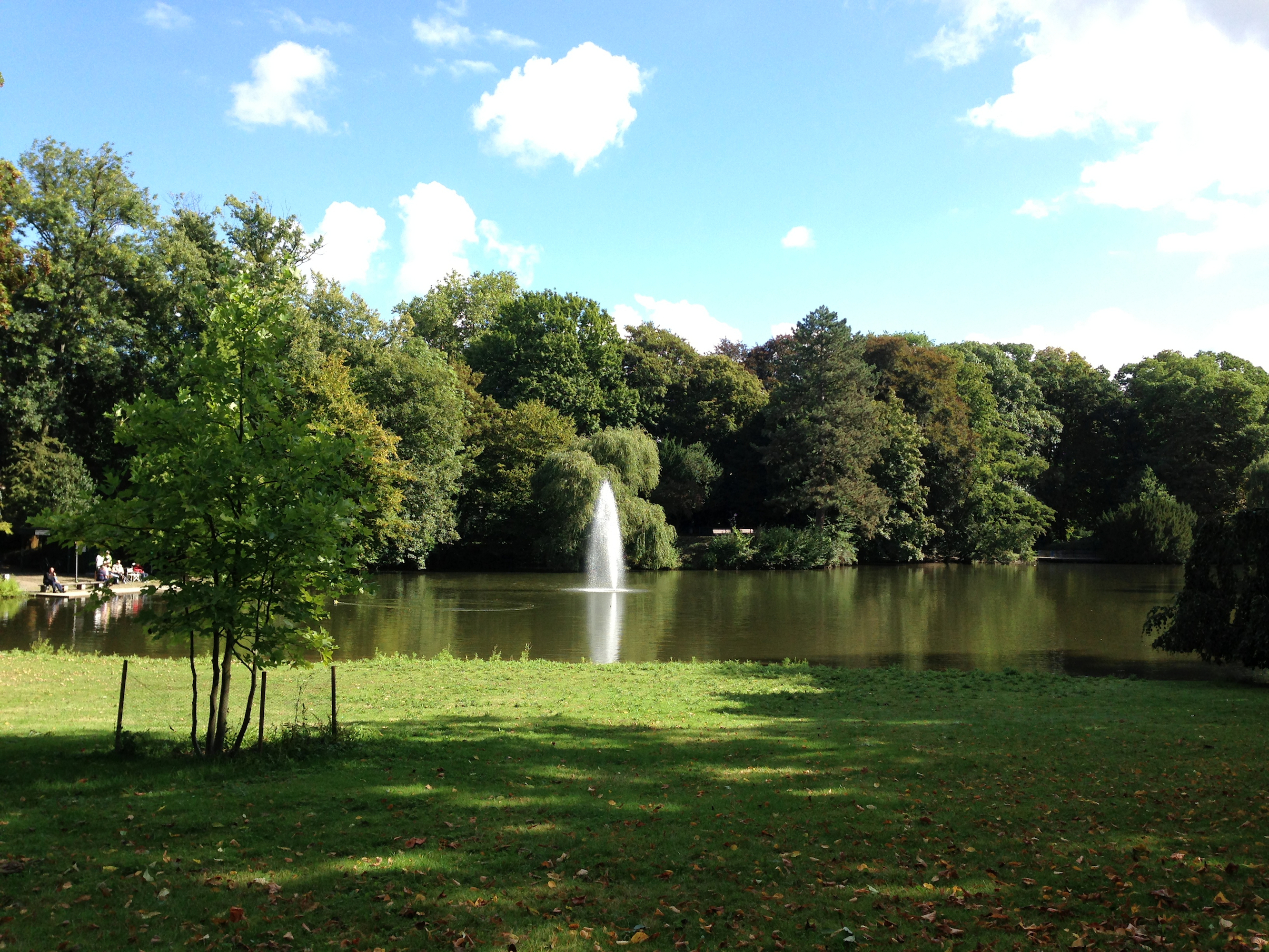
Alter Stadtgarten, 2013

Der Alte Stadtgarten ist eine Parkanlage in Neuss mit einer Fläche von 9,8 ha. Sie befindet sich nördlich der Schorlemerstraße und der Parkstraße sowie südlich der Kaiser-Friedrich-Straße. In der Mitte befinden sich ein Teich und ein Kinderspielplatz. Im westlichen Teil befindet sich der Kunstraum Neuss, ein kleines Museum. Östlich schließt sich der Neue Stadtgarten an. Den nördlichen Parkrand bildet der Nordkanal.